# Clivia gardenii
Clivia gardenii är en amaryllisväxtart som beskrevs av William Jackson Hooker. Clivia gardenii ingår i släktet Clivia, och familjen amaryllisväxter. Inga underarter finns listade i Catalogue of Life.

## Bildgalleri

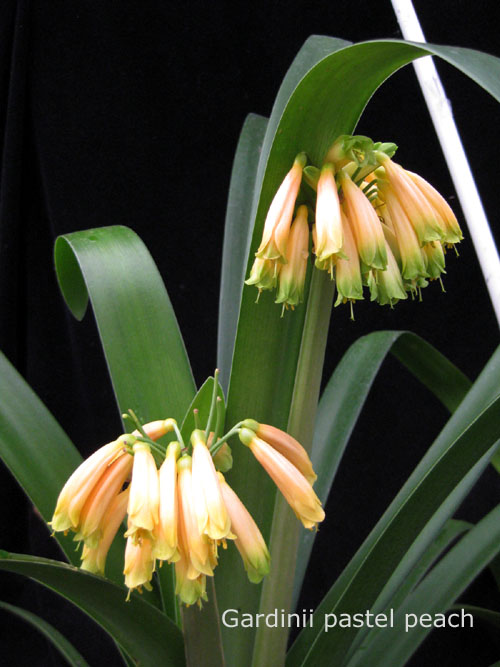